# 沃尔特·舒尔茨 (大提琴家)
沃尔特·奥古斯特·威廉·舒尔茨（德語：Walter August Wilhelm Schulz，1893年9月27日—1968年1月21日）是德国大提琴演奏家、中提琴演奏家和大学教师，1945年到1948年期間担任魏玛弗朗兹李斯特音乐学院的院长。

## 生平
舒爾茨在奥得河畔法兰克福出生，早年從Hugo Dechert習琴，曾是Blüthner管弦樂團一員（1916年－1918年）。1918年加入柏林爱乐乐团，1920年成為大提琴副首席。
1926年，舒爾茨接替Eduard Rosé，擔任魏瑪國家劇院樂團的樂團首席，並任職至1936年止。1934年受聘為威瑪音樂院正教授，並且在戰後擔任該院代理院長（1945年7月－1948年3月）。
1951年起，亦執教於萊比錫音樂戲劇大學。
舒爾茨自二〇年代起便同時活躍於獨奏、室內樂等領域，他是Reitz-Bosse四重奏、Dahlke-Weimarer三重奏的團員。

## 作品節選
- 大提琴学校 ( Hofmeister-Schulen .编号41).霍夫迈斯特，莱比锡 1951 年（1954 年和 1960 年的再版）

## 外部連結
- 沃尔特·舒尔茨的Discogs页面（英文）